# Edmond Picard

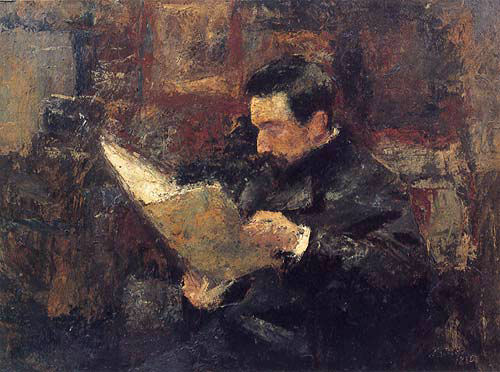
Retrato de Edmond Picard por Jan Toorop.

Edmond Picard (Bruselas, 15 de diciembre de 1836- Namur, 19 de febrero de 1924) fue un jurista, escritor y mecenas belga.

## Biografía
Enrolado tres años en la marina mercante, realizó después estudios de derecho en la Universidad Libre de Bruselas, donde su padre, David Picard, era profesor de dicha disciplina. Fue abogado del Tribunal de Apelación de Bruselas y del Tribunal Supremo belga. Fue decano del Colegio de Abogados de Bélgica, profesor de Derecho, dramaturgo y periodista. Fue también senador por el Partido Socialista Belga. En 1866 pronunció un encendido Manifiesto obrero, en el que defendió el sufragio universal. Fue también mecenas y promotor de artistas, entre otros Auguste Rodin, y un destacado antisemita y protofascista. Introdujo a Darío de Regoyos en el mundo artístico de Bruselas. Fue retratado por Jan Toorop. Como jurista, destacan sus estudios en el campo de la propiedad intelectual. Fue el más destacado impulsor del Journal del tribunaux, donde escribió Émile Verhaeren y de la Pandectas belga. Gran aficionado a la literatura, editó la revista L´Art Moderne, donde defendió un arte de preocupación social, frente al ideal de la Joven Bélgica del "arte por el arte". Fue masón.

## Obras
- Traité général de l'expropriation pour l'utilité publique' (1875).[2]
- Les rêveries d´un stagiaire (1879), poesía
- La Forge Roussel (1881), escenas de vida de jurista
- Le Juré (1886).[2]
- Désespérance de Faust
- Mon oncle le jurisconsulte; La veillée de l'huissier(1886).[2]
- Le Droit pur (1920).[2]
- Les Constantes du droit (1921).[2]